# Thomas Doughty (explorateur)
Pour les articles homonymes, voir Thomas Doughty et Doughty.
Thomas Doughty (1545-2 juillet 1578) fut un noble, soldat et érudit anglais. L'histoire l'a retenu pour avoir participé au voyage autour du monde de Francis Drake et d'avoir été exécuté par celui-ci à San Julian (Argentine) pour trahison et mutinerie.

## Participation au voyage autour du monde de Drake
Thomas Doughty et Francis Drake se sont connus et se lient d'amitié lors de campagne militaire en Irlande. Aux deux hommes s'ajoute un troisième, John Wynter. Lors de la préparation du voyage, la reine Élisabeth Ire d’Angleterre ne désigne pas réellement de commandant de l'expédition, partageant les responsabilités entre les trois hommes. Mais rapidement Drake prend le contrôle, première source de tension entre lui et Doughty, ce dernier estimant que ce rôle devait lui revenir en sa qualité d'aristocrate.
Lors de la prise de la Santa Maria, Doughty surprit le frère de Drake, Thomas Drake, à voler une part de butin. Francis Drake décide « d'éloigner » Doughty en prenant le commandement du navire portugais, rebaptisé Mary, en laissant le Pelican, ancien navire amiral, aux mains de Doughty puis finalement le mute sur le plus petit navire de l'expédition, le Swan.
Au cours d’une tempête au milieu de l'océan Atlantique, le Swan est séparé de l'expédition. Le 17 mai 1578, Drake ordonne l'arrestation de Thomas et John Doughty. Le 20 juin la flotte arrive à Puerto San Julián. Le 30 le procès commence. Doughty est accusé de mutinerie et de trahison. Le jury retiendra l'accusation de mutinerie, mais pas de trahison. Après la culpabilité reconnue, Drake exige l'exécution. Doughty suggère qu'il soit libéré lorsque la flotte atteindra le Pérou, John Wynter, lui, suggère de le retenir prisonnier sur son bateau, l’Elizabeth et finalement le choix est donné à l'équipage. Le 2 juillet 1578, Thomas Doughty est décapité.